# Bologne, Haute-Marne

Bologne este o comună în departamentul Haute-Marne din nord-estul Franței. În 2009 avea o populație de 1.871 de locuitori.

## Evoluția populației
| An        | 1975  | 1982  | 1990  | 1999  | 2006  | 2009  |
| --------- | ----- | ----- | ----- | ----- | ----- | ----- |
| Populație | 2.231 | 2.131 | 2.041 | 1.943 | 1.849 | 1.871 |